# Riverside (Georgia)
Riverside – miasto w Stanach Zjednoczonych, w stanie Georgia, w hrabstwie Colquitt.